# Connect-R

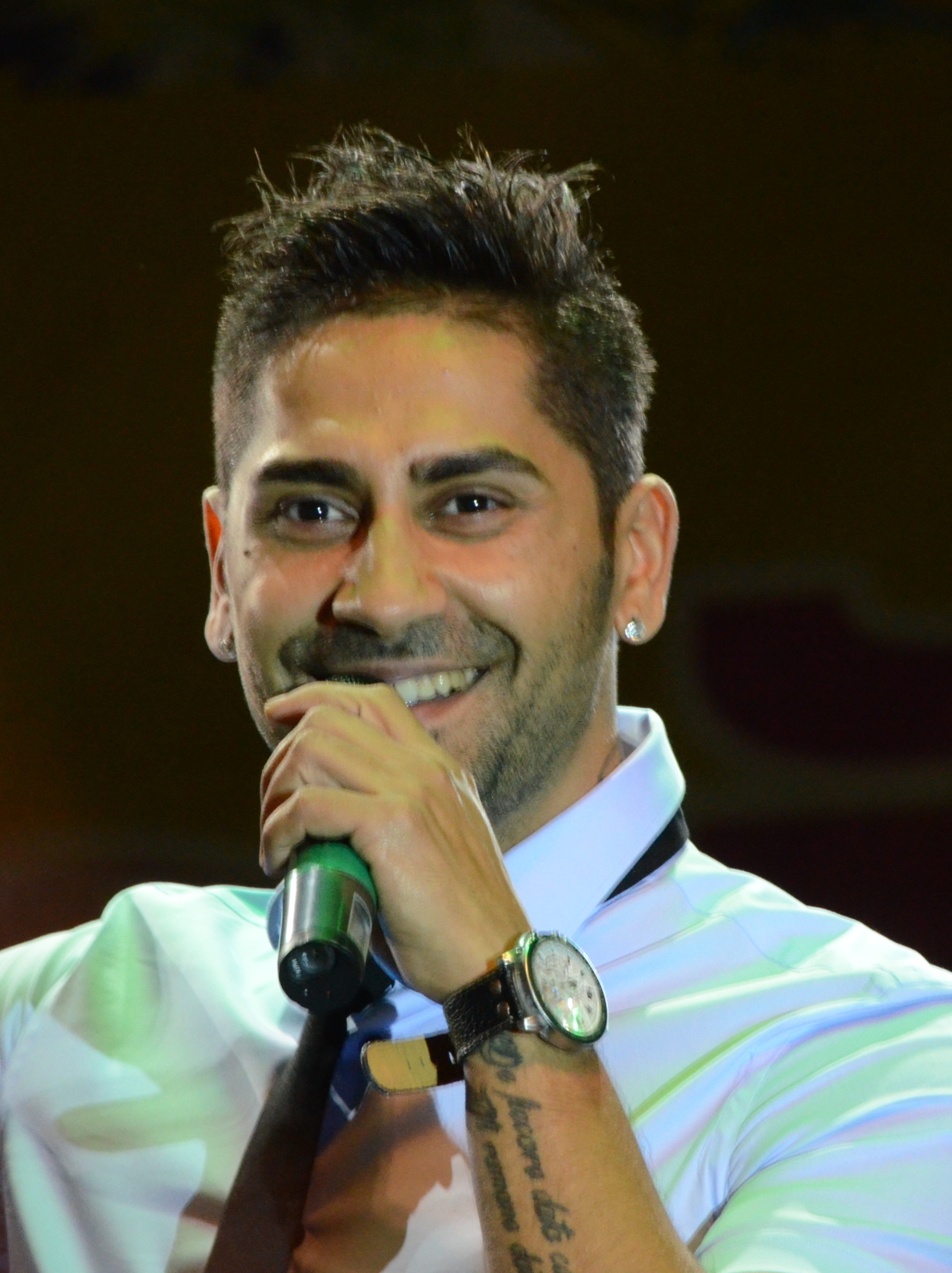
Connect-R in Bukarest 2012

Ștefan Relu Mihalache (* 9. Juni 1982 in Bukarest), bekannt unter seinem Pseudonym Connect-R, ist ein rumänischer Hip-Hop- und Popmusiker, Musikproduzent und Schauspieler. Er vertrat die Republik Moldau beim Eurovision Song Contest 2006. Mihalache wirkte u. a. bei der rumänischen Band R.A.C.L.A. als Sänger und Songwriter mit. Nebenbei trat er in kleineren Rollen in Filmen und Serien auf.

## Leben
Mihalache wurde 1982 in Bukarest geboren. Im Alter von 8 Jahren bewies er sich bereits als professioneller Tänzer, war Mitglied der Tanzgruppe Primavara und nahm Tanzunterricht. Mit 15 Jahren nahm er zusätzlich Gesangsunterricht im Bereich Hip-Hop.

## Musikalische Karriere
Im Jahr 1997 veröffentlichte Mihalache seine erste Single Observ, die er zusammen mit der Band Gigantii aufnahm. Zwei Jahre später brachte er seine zweite Single Operație pe suflet deschis heraus.
Im Jahr 2000 trat Mihalache der Hip-Hop-Gruppe R.A.C.L.A. bei. Nach der Veröffentlichung der Single Fără komponierte die Band die beiden Alben Pătratul Roșu und Dexteritate. 2006 verließ Mihalache die Band wieder, um sich auf Soloprojekte zu konzentrieren.
Nach seinem Ausstieg aus der Band R.A.C.L.A. bewarb Mihalache sich beim Eurovision Song Contest 2006 in Athen. Dort interpretierte er den Song Loca zusammen mit Arsenium aus der ehemaligen Band O-Zone und der moldauischen Sängerin Natalia Gordienco. Mihalache war der erste Rapper beim Contest seit der ersten Austragung.
2007 veröffentlichte er sein erstes Soloalbum Burning Love, das sechzehn Lieder beinhaltet, teilweise von Mihalache selbst geschrieben, in den Bereichen Hip-Hop, R&B und Soul. Im darauf folgenden Jahr erschien das erste Musikvideo von einer Single des ersten Albums. 2009 veröffentlichte er die Single Burning Love, die schnell ein Hit wurde. Noch im selben Jahr erschien das Lied Murder.
Im Jahr 2010 bewarb sich Mihalache erneut für den Eurovision Song Contest, der vom 25. Mai bis zum 29. Mai in Oslo stattfand. Mihalache trug gemeinsam mit Anda Adam das Lied Surrender im Vorentscheid der Selecția Națională vor, schied jedoch aufgrund der gering verteilten Punktzahl aus. Den Vorentscheid gewannen die die Sängerin Paula Seling und der Komponist und Sänger Ovidiu Cernăuțeanu, welche sich gegen 14 weitere Kandidaten durchsetzen konnten.
Am 25. Februar 2011 erschien die Single Ring the Alarm, die für fünf Wochen Platz 7 der rumänischen Charts erreichte. Etwa zwei Monate später, am 1. April 2011 brachte Mihalache die Single Monday heraus, die in Zusammenarbeit mit Jimmy Dub und Chris Mayer entstand. Der Song erreichte Platz 8 in den Charts.
Im darauf folgenden Jahr, am 22. Mai 2012, veröffentlichte Mihalache den Song Vara nu dorm. Das Lied erlangte für vier Wochen Platz 1 der Romanian-Top-20-Charts und wurde auch in Moldawien ein kommerzieller Erfolg. Im Oktober 2012 folgte die Single Love is the Way, die ebenfalls in Rumänien erfolgreich wurde und Platz 7 erlangte.
2013 veröffentlichte Mihalache am 19. November die Single Noi ne potrivim. Das Lied erreichte für achtzehn Wochen Platz 4 in den rumänischen Top-20-Charts.
Mit Dragostit erschien das dritte Studioalbum von Mihalache. Am 19. Oktober 2017 brachte er die Single Semne im Duett mit der Sängerin Andra heraus. Der Song konnte in den Charts Platz 4 für neun Wochen erlangen.
Neben seiner Karriere als Musiker und Sänger ist Mihalache auch als Produzent tätig. In der von ihm gegründeten Plattenfirma Rappin' On Production arbeitet er mit anderen bekannten rumänischen Musikproduzenten zusammen, wie z. B. Chris Mayer und Nick Kamarera.

## Diskografie
Alben
- 2008: Dacă dragostea dispare
- 2012: From Nothing to Something
- 2016: Dragostit

Mit R.A.C.L.A.
- 2002: Pătratul Roșu
- 2005: Dexteritate

### Singles
| Jahr | Titel Album                               | Höchstplatzierung, Gesamtwochen, AuszeichnungChartsChartplatzierungen (Jahr, Titel, Album, Platzierungen, Wochen, Auszeichnungen, Anmerkungen) | Anmerkungen                                         |
| Jahr | Titel Album                               | RO | Anmerkungen                                         |
| ---- | ----------------------------------------- | --- | --------------------------------------------------- |
| 2009 | Burning Love From Nothing to Something    | RO3 (12 Wo.)RO | Erstveröffentlichung: 6. September 2009             |
| 2011 | Ring the Alarm From Nothing to Something  | RO7 (5 Wo.)RO | Erstveröffentlichung: 25. Februar 2011              |
| 2012 | Vara nu dorm From Nothing to Something    | RO1 (4 Wo.)RO | Erstveröffentlichung: 22. Mai 2012                  |
| 2012 | Love is the Way From Nothing to Something | RO7 (8 Wo.)RO | Erstveröffentlichung: 4. Oktober 2012               |
| 2013 | Da-te-n dragostea mea –                   | RO9 (1 Wo.)RO | Erstveröffentlichung: 10. Juni 2013                 |
| 2013 | Noi ne potrivim –                         | RO4 (18 Wo.)RO | Erstveröffentlichung: 19. November 2013             |
| 2014 | Tren de noapte –                          | RO9 (1 Wo.)RO | Erstveröffentlichung: 18. Juli 2014                 |
| 2014 | Rece ca decembrie –                       | RO10 (1 Wo.)RO | Erstveröffentlichung: 1. Dezember 2014              |
| 2015 | Bagă mare –                               | RO5 (3 Wo.)RO | Erstveröffentlichung: 23. April 2015 feat. Shift    |
| 2015 | Mare caldura –                            | RO10 (1 Wo.)RO | Erstveröffentlichung: 23. Juni 2015 feat. Pacha Man |
| 2021 | Rita –                                    | RO2 (10 Wo.)RO | Erstveröffentlichung: 15. Juli 2021 feat. Smiley    |
| 2023 | Lasă-mă să te… –                          | RO1 (14 Wo.)RO | Erstveröffentlichung: 3. März 2023 feat. Raluka     |

Weitere Singles
- 2007: Dacă dragostea dispare
- 2008: Nu-ți pierde dragostea
- 2009: Murderer
- 2011: Take It Slow
- 2013: Aroma (feat. DJ Sava & Raluka)
- 2014: Aer (feat. DJ Sava & Raluka)
- 2015: Norocos (feat. What’s UP & Shift)
- 2016: Scrum (feat. Killa Fonic)
- 2016: Se portă vara (feat. Nicole Cherry)
- 2017: Cearta arta (feat. Feli)
- 2017: Geneza (feat. Cortes)
- 2018: Adio (feat. Antonia Iacobescu)
- 2018: Vinovat (feat. Misha)
- 2018: Încredere
- 2018: Repetent
- 2018: Vrajitori
- 2019: Perfect
- 2019: Multumesc
- 2019: Independenta
- 2020: Drogul meu neinterzis (feat. Nane)
- 2020: Am sosul ala
- 2020: De vorba cu mine (feat. Randi)
- 2020: Rude Bwoy
- 2020: Înapoi la zero (feat. Liviu Teodorescu & Cedry2k)
- 2020: Imi pare rau (feat. Phunk B)
- 2021: Nonsalant (feat. Amuly)
- 2021: Cântăreți de Karaoke
- 2021: Culoare
- 2021: Rita (feat. Smiley)
- 2021: To the Max (feat. Bruja)
- 2021: Plec daparte (feat. Shift)
- 2022: Contagios
- 2022: Shhh…
- 2022: Iasomnie (feat. Johny Romano)
- 2022: Acasa
- 2023: Dincolo de ea f(feat. Johny Romano)
- 2023: Am o vorbă (feat. Narcis de la Barbulesti & Johny Romano)

### Gastbeiträge
| Jahr | Titel Album    | Höchstplatzierung, Gesamtwochen, AuszeichnungChartsChartplatzierungen (Jahr, Titel, Album, Platzierungen, Wochen, Auszeichnungen, Anmerkungen) | Anmerkungen                                                       |
| Jahr | Titel Album    | RO | Anmerkungen                                                       |
| ---- | -------------- | --- | ----------------------------------------------------------------- |
| 2010 | Still –        | RO7 (6 Wo.)RO | Erstveröffentlichung: 6. Juli 2010 feat. Chris Mayer              |
| 2011 | Americandrim – | RO6 (1 Wo.)RO | Erstveröffentlichung: 20. Dezember 2010 feat. Puya                |
| 2011 | Monday –       | RO8 (4 Wo.)RO | Erstveröffentlichung: 1. April 2011 feat. Jimmy Dub & Chris Mayer |
| 2017 | Semne –        | RO4 (9 Wo.)RO | Erstveröffentlichung: 19. Oktober 2017 feat. Andra                |
| 2023 | Supertare –    | RO1 (13 Wo.)RO | Erstveröffentlichung: 31. Mai 2022 feat. Alina Eremia             |

Weitere Singles
- 2020: Muzica (Amuly feat. Connect-R)
- 2020: Magia de Crăciun (Nico feat. Connect-R)
- 2021: Rock ’N Roll (Shift feat. Connect-R)
- 2021: Putere (Matteo feat. Connect-R)
- 2021: Low Key (Nalani feat. Connect-R)
- 2022: VagaBond (Andres Chiriac feat. Connect-R)
- 2022: Polițai (Johny Romano feat. Connect-R)
- 2022: Umbre (Mario Fresh feat. Connect-R)
- 2022: Bachata (Sonny Flame feat. Connect-R & Baroc)
- 2022: I’m a Boss (Kamelia feat. Connect-R & NOSFE)
- 2022: Cât mi-e de dor (Ștefan Bănică Jr. feat. Connect-R)
- 2023: Trag la tine (Liviu Teodorescu feat. Connect-R)
- 2023: Băieți Deștepți (Johny Romano feat. Connect-R)

## Auszeichnungen
- Romanian Music Awards
  - 2010: in der Kategorie „Best Song“ für Burning Love (Radio Edit)
  - 2010: in der Kategorie „Highest Climber“ für Burning Love